# Grant Whytock

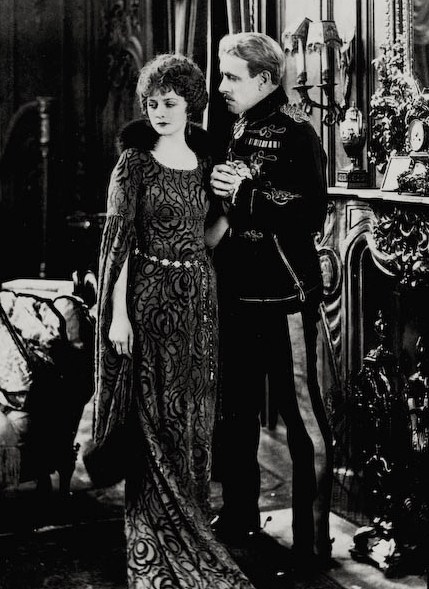
Alice Terry et Lewis Stone,
dans Le Prisonnier de Zenda (1922)

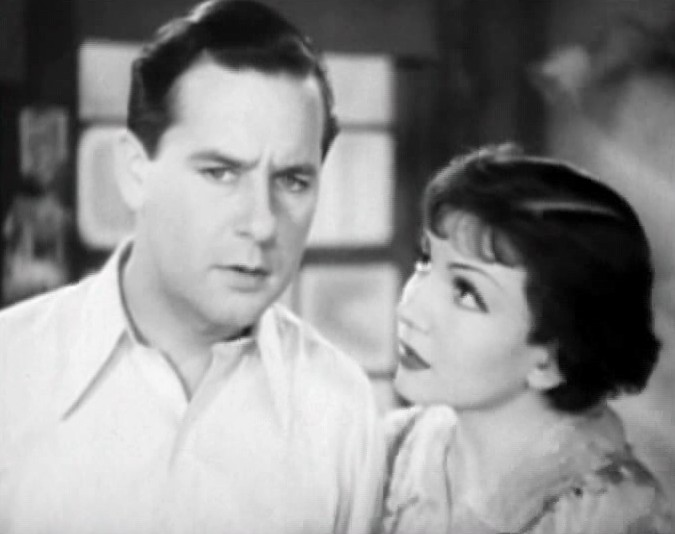
Ben Lyon et Claudette Colbert,
dans Le Long des quais (1933)

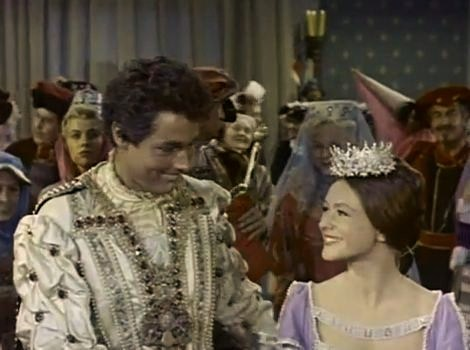
Kerwin Mathews et Judi Meredith,
dans Jack le tueur de géants (1962)

Grant Whytock est un monteur, assistant de production et producteur américain, né le 18 juin 1894 à Salt Lake City (Utah), mort le 10 novembre 1981 à Los Angeles (Californie).

## Biographie
De 1917 à 1970, Grant Whytock est monteur sur environ soixante-dix films américains. Neuf d'entre eux (muets) sont réalisés par Rex Ingram, dont Les Quatre Cavaliers de l'Apocalypse (1921, avec Rudolph Valentino et Alice Terry), Le Prisonnier de Zenda (1922, avec Lewis Stone et Alice Terry) et Scaramouche (1923, avec Ramón Novarro et Alice Terry).
Mentionnons également Les Passe-partout du diable d'Erich von Stroheim (1920, avec Sam De Grasse et Mae Busch), Le Comte de Monte-Cristo de Rowland V. Lee (1934, avec Robert Donat et Elissa Landi), Tombouctou  de Jacques Tourneur (1959, avec Victor Mature et Yvonne De Carlo) et Jack le tueur de géants de Nathan Juran (1962, avec Kerwin Mathews et Judi Meredith).
Outre cette activité principale de monteur, Grant Whytock est assistant de production sur huit films,  sortis de 1940 à 1945, dont Le Fils de Monte-Cristo de Rowland V. Lee (1940, avec Louis Hayward et Joan Bennett). Puis il est producteur de onze films, entre 1946 et 1968, y inclus quatre westerns avec Audie Murphy (ex. : Feu sans sommation de Sidney Salkow en 1964, dont il assure également le montage). 

## Filmographie partielle

### Comme monteur
(plus mention complémentaire le cas échéant)
- 1919 : La Loi des montagnes (Blind Husbands) d'Erich von Stroheim
- 1920 : Shore Acres de Rex Ingram
- 1920 : Les Passe-partout du diable (The Devil's Pass Key) d'Erich von Stroheim
- 1920 : Hearts Are Trumps de Rex Ingram
- 1921 : Les Quatre Cavaliers de l'Apocalypse (The Four Horsemen of the Apocalypse) de Rex Ingram
- 1922 : Le Prisonnier de Zenda (The Prisoner of Zenda) de Rex Ingram
- 1922 : Le Suprême Rendez-vous (Trifling Women) de Rex Ingram
- 1923 : Where the Pavements Ends de Rex Ingram
- 1923 : Scaramouche de Rex Ingram
- 1924 : Les Rapaces (Greed) d'Erich von Stroheim
- 1924 : The Arab de Rex Ingram
- 1924 : Revelation de George D. Baker
- 1926 : Mare Nostrum de Rex Ingram
- 1926 : The Magician de Rex Ingram
- 1927 : The Night of Love de George Fitzmaurice
- 1929 : Le Spectre vert (The Unholy Night) de Lionel Barrymore
- 1930 : Au large de Shanghaï (The Ship from Shanghai) de Charles Brabin
- 1930 : The Devil to Pay! de George Fitzmaurice
- 1931 : Cette nuit ou jamais (Tonight or Never) de Mervyn LeRoy
- 1931 : Le Jardin impie (The Unholy Garden) de George Fitzmaurice
- 1933 : Le Long des quais (I Cover the Waterfront) de James Cruze
- 1933 : The Emperor Jones de Dudley Murphy
- 1934 : Le Comte de Monte-Cristo (The Count of Monte Cristo) de Rowland V. Lee
- 1934 : Palooka de Benjamin Stoloff
- 1935 : Mexico et retour (Red Salute) de Sidney Lanfield
- 1935 : L'Ennemi public n° 1 (Let 'em Have It) de Sam Wood
- 1938 : The Duke of West Point d'Alfred E. Green
- 1939 : L'Homme au masque de fer (The Man in the Iron Mask) de James Whale
- 1939 : Le Roi du turf (King of the Turf) d'Alfred E. Green
- 1940 : My Son, My Son ! de Charles Vidor
- 1941 : Cinquième bureau (International Lady) de Tim Whelan
- 1941 : Vendetta (The Corsican Brothers) de Gregory Ratoff
- 1942 : Friendly Enemies d'Allan Dwan
- 1942 : A Gentleman After Dark d'Edwin L. Marin (+ assistant de production)
- 1944 : Abroad with Two Yanks d'Allan Dwan (+ assistant de production)
- 1945 : Brewster's Millions d'Allan Dwan (+ assistant de production)
- 1953 : Tempête sur le Texas (en) (Gun Belt) de Ray Nazarro
- 1953 : The Steel Lady d'Ewald André Dupont (+ producteur)
- 1954 : L'Assassin parmi eux (Down Three Dark Streets) d'Arnold Laven
- 1954 : Le tueur porte un masque (The Mad Magician) de John Brahm
- 1955 : New York confidentiel (New York Confidential) de Russell Rouse
- 1957 : The Iron Sheriff de Sidney Salkow
- 1957 : Monkey on My Back d'André De Toth
- 1958 : Curse of the Faceless Man d'Edward L. Cahn
- 1958 : The Toughest Gun in Tombstone d'Earl Bellamy
- 1959 : Invisible Invaders d'Edward L. Cahn
- 1959 : Tombouctou (Timbuktu) de Jacques Tourneur
- 1960 : Oklahoma Territory d'Edward L. Cahn
- 1962 : Jack le tueur de géants (Jack the Giant Killer) de Nathan Juran
- 1963 : L'Étrange Destin du juge Cordier (Diary of a Madman) de Reginald Le Borg
- 1964 : La Fureur des Apaches (Apache Rifles) de William Witney (+ producteur associé)
- 1964 : Feu sans sommation (The Quick Gun) de Sidney Salkow (+ producteur)
- 1965 : Leçons d'amour suédoises (I'll Take Sweden) de Frederick De Cordova
- 1965 : Représailles en Arizona (Arizona Raiders) de William Witney (+ producteur associé)
- 1966 : Quel numéro ce faux numéro ! (Boy, Did I Get a Wrong Number !) de George Marshall
- 1967 : 40 Guns to Apache Pass de William Witney (+ producteur)
- 1967 : Eight on the Lam de George Marshall
- 1968 : The Wicked Dreams of Paula Schultz de George Marshall (+ producteur associé)
- 1970 : The Christine Jorgensen Story d'Irving Rapper

### Comme assistant de production uniquement
- 1940 : Le Fils de Monte-Cristo (The Son of Monte Cristo) de Rowland V. Lee
- 1940 : Kit Carson de George B. Seitz
- 1941 : Cheers for Miss Bishop de Tay Garnett
- 1945 : Getting Gertie's Gerter d'Allan Dwan

### Comme producteur uniquement
- 1946 : The Return of Monte Cristo d'Henry Levin
- 1948 : La Grande Menace (Walk a Crooked Man) de Gordon Douglas
- 1948 : La Flèche noire (The Black Arrow) de Gordon Douglas
- 1950 : Éclaireur indien (en) (Davy Crockett, Indian Scout) de Lew Landers (associé)
- 1951 : Les Maudits du château-fort (Lorna Doone) de Phil Karlson (associé)